# Roman Hans Gröger

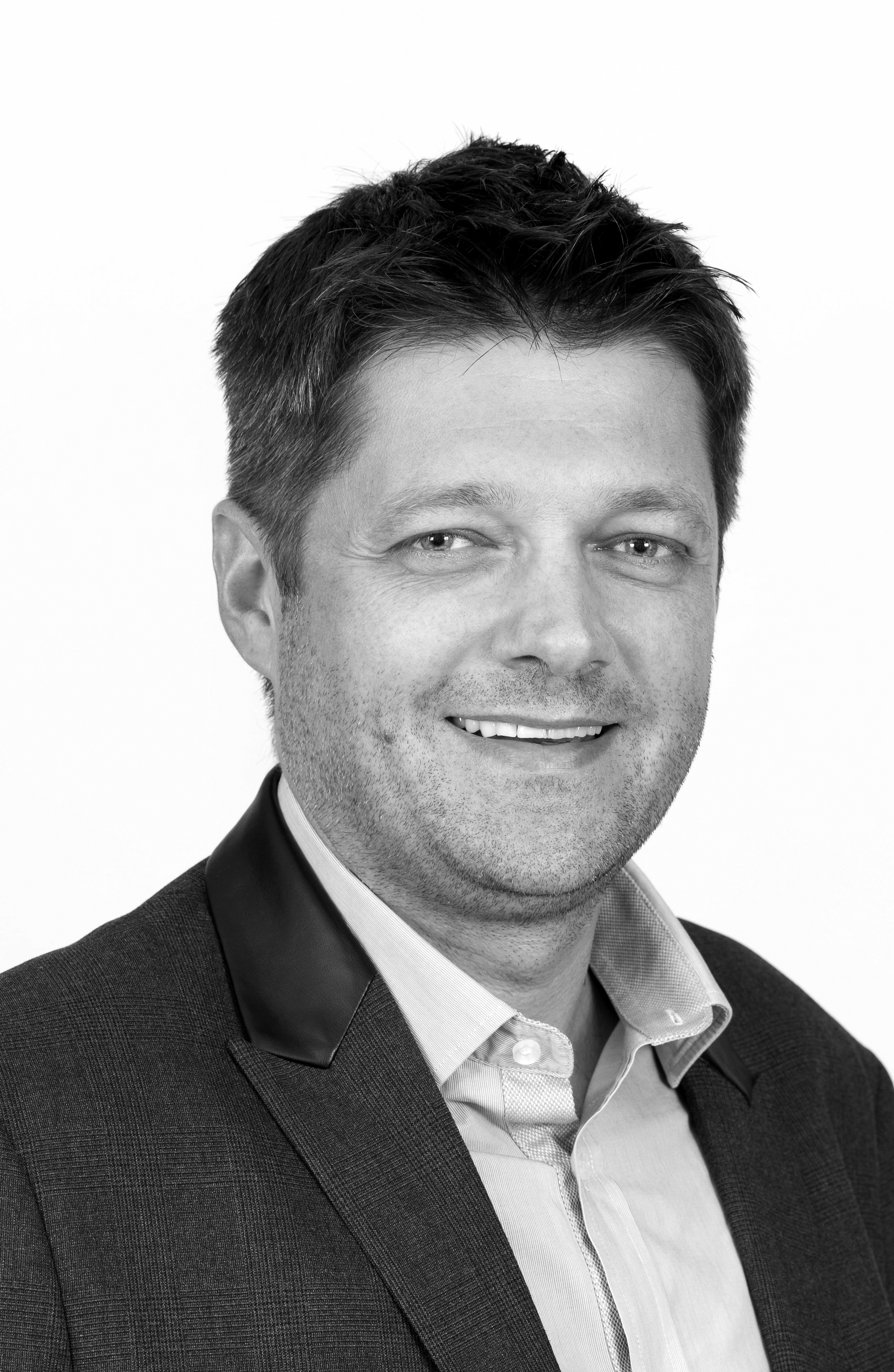
Roman Hans Gröger

Roman Hans Gröger (* 2. März 1970 in Wien) ist ein österreichischer Historiker, Sachbuchautor und Mittelschullehrer.

## Leben
Gröger besuchte zwischen 1980 und 1988 das Gymnasium in Wien 17, Geblergasse und begann anschließend ein Studium der Betriebswirtschaftslehre an der Wirtschaftsuniversität Wien. Im Studienjahr 1989/90 wechselte er an die Universität Wien und studierte Geschichte. Im Jahre 1993 legte er die zweite Diplomprüfung (Diplomarbeit: Wien von der Bundeshauptstadt zur Provinzstadt im Dritten Reich) bei Bertrand Michael Buchmann ab. Das anschließende Doktorstudium beendete er im Sommer 1996, nach der Abfassung der Dissertation „Die ersten 100 Jahre. Von Einfluss der Französischen Revolution 1789 auf die österreichische Arbeiterbewegung bis 1889“.
Bereits vor seiner Promotion zum Dr. phil. war Gröger in den Bundesdienst eingetreten und hatte zwei Jahre lang als Referent in der Personalabteilung der Universität Wien gearbeitet. 1997 wurde er ins Österreichische Staatsarchiv, Abteilung Allgemeines Verwaltungsarchiv versetzt, wo ihm die Zuständigkeit für die Aktenbestände der inneren Staatsverwaltung, des Eisenbahnwesens und der Landwirtschaft übertragen wurde. Zum 1. März 2023 wurde er beim Allgemeinen Verwaltungsarchiv/Finanz- und Hofkammerarchivs (AVA/FHKA) dessen Leiter. 2024 verließ Gröger das Staatsarchiv und ist seither Lehrer für Mathematik, Geschichte und Werken in der MS/VBS In der Krim in Wien.

## Auszeichnungen
- 2019: Medaille für Verdienste um das tschechische Archivwesen (Za zásluhy o české archivnictví)[6].

## Schriften (Auswahl)
- mit C. Ham, A. Sammer: Zwischen Himmel und Erde. Militärseelsorge in Österreich. (Graz 2001)[7]
- Die unvollendeten Stadtbahnen. Wiener Schnellverkehrsprojekte aus den Akten des Österreichischen Staatsarchivs. (Innsbruck 2009)[8]
- Schienen für die Ewigkeit. 113 Wiener Straßenbahnstrecken aus dem Österreichischen Staatsarchiv. (Innsbruck 2010)[9]
- Diese Stadtbahn ist eine Schnellbahn. Carl Hochenegg – Techniker und Visionär im Dienste Wiens. (Horn 2011)[10]
- Die Wienerwaldbahnen. (Horn 2011)[11]
- Joseph I. – Der außergewöhnliche Habsburger (1668–1711). (Horn 2011)
- Erinnern verboten! Wien – Hamburg des Südostens. Ausgewählte Neugestaltungsprojekte für Wien zwischen 1938 und 1945 aus dem Österreichischen Staatsarchiv. (Horn 2012)
- Wege in Wien 1873. Zum 140. Jubiläum der Weltausstellung. (Horn 2012)
- Das Stammhaus. Die obersten Behörden der Eisenbahnverwaltung Österreichs von 1823 bis 1918. (Horn 2013)
- Verletzte Schienen. (Horn 2014)
- Staatsreformen. Österreichs Kommission 1911–1918. (Horn 2014)
- Höhen und Tiefen. Gotthard von Ritschl (1863–1920) – eine Annäherung. (Horn 2015)
- Die Pulsadern Europas. Kaiser Franz Joseph und seine Eisenbahnen. Verlag Ferdinand Berger & Söhne, Horn und Wien 2016, ISBN 978-3-85028-752-4.
- Entlang der Rosenbucht. Mit der Straßenbahn von Portorož nach Piran. Verlag Ferdinand Berger & Söhne, Horn und Wien 2016, ISBN 978-3-85028-772-2.
- Der Ständestaat. Odo Neustädter-Stürmer – Leben und Ideologie. Verlag Ferdinand Berger & Söhne, Horn und Wien 2017, ISBN 978-3-85028-793-7.
- Eine Saugader in der Steiermark. Verlag Ferdinand Berger & Söhne, Horn und Wien 2017, ISBN 978-3-85028-796-8.
- Die roten Jäger. Chronologie der Flik 41. Verlag Ferdinand Berger & Söhne, Horn und Wien 2017, ISBN 978-3-85028-797-5.
- Friedrich Kny. Straßenbahnen und Villen im Wienerwald. Verlag Ferdinand Berger & Söhne, Horn und Wien 2017, ISBN 978-3-85028-798-2.
- Vergessene Lokomotiven. Technische Innovationen 1840–1850. Verlag Ferdinand Berger & Söhne, Horn und Wien 2018, ISBN 978-3-85028-833-0.
- Oktober 1918. Vorgeschichte und Folgen. Ein Beitrag zum 100. Jahrestag des Völkermanifests. Verlag Ferdinand Berger & Söhne, Horn und Wien 2018, ISBN 978-3-85028-857-6.
- mit Carla Camilieri, Bettina Jernej, Sandra Rosenbichler, Thomas Winkler: Schienenwege in die Moderne. Die Wiener Stadtbahn und Otto Wagner Architektur. Technisches Museum Wien, Wien 2019, ISBN 978-3-903242-04-3.
- mit Gerhard Artl und Gerhard Gürtlich (Hrsg.): Zug um Zug. 160 Jahre Südbahn Wien-Triest, 2., erweiterte Auflage, Holzhausen Verlag, Wien 2018, ISBN 978-3-903207-22-6.
- Dampf und Schienen. Die Geschichte der Wiener Dampfstraßenbahnen. Verlag Ferdinand Berger & Söhne, Horn 2024, ISBN 978-3-99137-064-2.